# Rysslands herrlandslag i rugby union

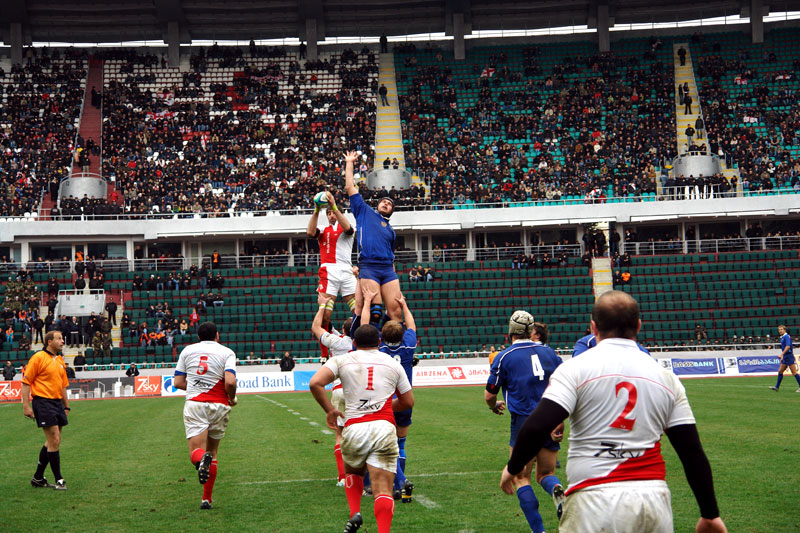
Ryssland möter Georgien i mars 2007.

Rysslands herrlandslag i rugby union representerar Ryssland i rugby union på herrsidan.
Laget gjorde VM-debut vid världsmästerskapet i rugby 2011 men förlorade samtliga fyra matcher i gruppspelet.